# Gara Chichinda
Gara Chichinda (în sârbă Жељезничка станица Кикинда, cu alfabetul latin: Željeznička stanica Kikinda) este o gară care deservește orașul Chichinda din Serbia.